# Karatān
Karatān (persiska: كرتان) är en ort i Iran.   Den ligger i provinsen Hormozgan, i den sydöstra delen av landet, 1 200 km söder om huvudstaden Teheran. Karatān ligger 8 meter över havet och antalet invånare är 440.
Terrängen runt Karatān är platt. Havet är nära Karatān åt sydväst. Runt Karatān är det ganska glesbefolkat, med 25 invånare per kvadratkilometer. Närmaste större samhälle är Harangān, 18,0 km sydost om Karatān. Trakten runt Karatān är ofruktbar med lite eller ingen växtlighet.